# Uniformes da Luftwaffe

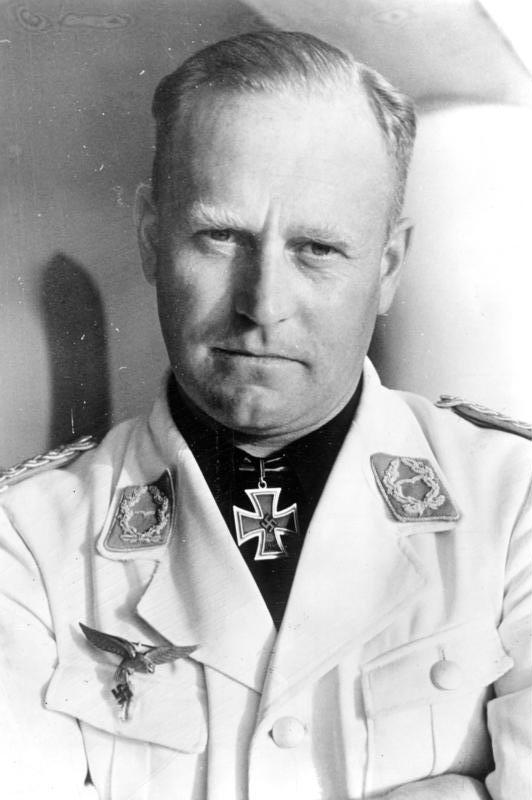
Edgar Petersen vestido com uma vertente branca do uniforme.

Os uniformes da Luftwaffe, a força aérea da Alemanha Nazi, caracterizavam-se por serem uniformes com muitos pormenores e características. Por decisão administrativa no 26 de Fevereiro de 1935, a Luftwaffe seria oficialmente, a partir de 1 de Março, o terceiro ramo das forças armadas alemãs, a Wehrmacht. Sendo um novo ramo, a Luftwaffe deparou-se com o problema dos uniformes, querendo um uniforme totalmente distinto dos outros dois ramos da Wehrmacht, a marinha (Kriegsmarine) e o exército (Heer), e também distinto de qualquer uniforme da aviação civil.
O uniforme básico consistia em um casaco de colarinho aberto, em tons de azul e cinza, com quatro bolsos e abas, uma camisa branca e uma gravata preta, calças azul-cinza, botas de couro preto e uma gola cinza-azul, um boné ou um stahlhelm de modelo 1935. Os postos estavam representados por divisas em cada uma das extremidades do colarinho e também nos ombros.
Quando em serviço de campo de batalha, ao lado das tropas de vertente terrestre, o casaco era usado sem camisa e sem gravata. O fato de voo consistia num macação de cor bege, um capacete de couro e botas de pele grossa. Os pilotos de caças podiam também optar por usar um casaco de couro preto. Um item de roupa comum era também o fliegerbluse, um casaco azul-cinza sem botões externos, destinado a ser usado dentro de uma aeronave.
Como Reichsmarschall, Hermann Göring tinha uma gama de uniformes e insígnias especiais. As divisas no colarinho apresentavam um par de bastões cruzados; nos ombros, tinha divisas semelhantes às e um Marechal de Campo, mas com um reichsadler a agarrar os bastões. A insígnia da águia da Luftwaffe era diferente do resto da Wehrmacht: as suas asas estavam curvadas para cima e a suástica não tinha um círculo à volta. Embora a Luftwaffe tivesse uma variedade de unidades de campo além das unidades antiaéreas, o Regimento Panzer Hermann Göring (mais tarde Divisão) era a unidade de campo mais incomum, sendo uma unidade de tanques dentro de uma força aérea. No final de 1938, com a criação do Panzerspähzug (unidade de reconhecimento motorizado), o pessoal desta unidade começou a usar o design do uniforme preto do exército, porém com insígnias e divisas da Luftwaffe.